# Třída Landsort
Třída Landsort je třída pobřežních minolovek švédského námořnictvo. Celkem pro něj bylo postaveno sedm jednotek této třídy. Ve službě jsou od roku 1984. Později bylo pět minolovek rozsáhle modernizováno a přeznačeno na třídu Koster. Jediným zahraničním uživatelem třídy je singapurského námořnictva se čtyřmi plavidly označenými jako třída Bedok.

## Stavba
Pro švédské námořnictvo bylo celkem postaveno sedm minolovek této třídy. První dvě jednotky byly objednány roku 1981. Všechna plavidla postavila domácí loděnice Kockums (dříve Karlskronavarvet) v Karlskroně. Do služby plavidla vstupovala v letech 1984–1992.
Jednotky třídy Landsort:
| Jméno           | Uživatel | Založení kýlu | Spuštěna           | Vstup do služby    | Status   |
| --------------- | -------- | ------------- | ------------------ | ------------------ | -------- |
| Landsort (M 71) | Švédsko  | 1981          | 22. listopadu 1982 | 19. března 1984    | Aktivní. |
| Arholma (M 72)  | Švédsko  | 1982          | 10. října 1984     | 23. listopadu 1984 | Aktivní. |
| Koster (M 73)   | Švédsko  | 1984          | 16. ledna 1986     | 30. května 1986    | Aktivní. |
| Kullen (M 74)   | Švédsko  | 1985          | 15. srpna 1986     | 3. července 1987   | Aktivní. |
| Vinga (M 75)    | Švédsko  | 1986          | 14. srpna 1987     | 22. listopadu 1987 | Aktivní. |
| Ven (M 76)      | Švédsko  | 1987          | 18. srpna 1988     | 12. prosince 1988  | Aktivní. |
| Ulvön (M 77)    | Švédsko  | 1988          | 4. března 1992     | 9. října 1992      | Aktivní. |

## Konstrukce

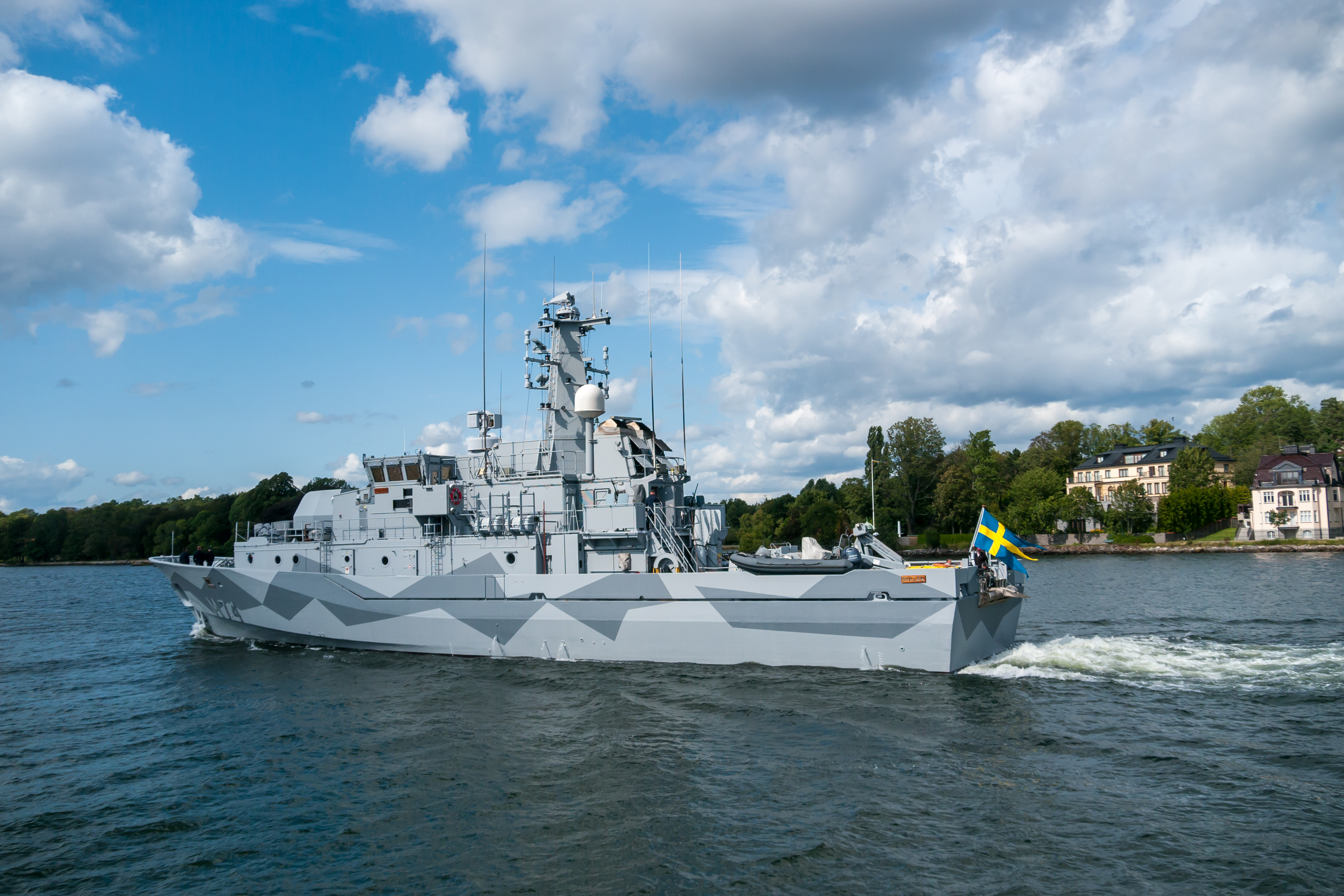
Minolovka Kullen (M 74) po modernizaci

Minolovky zanechávají malou akustickou, elektromagnetickou i magnetickou stopu. Jejich trup je vyroben ze sklolaminátu a je odolný vůči podvodním výbuchům. Součástí vybavení je minolovný systém Saab Systems 9MJ400, navigační radar Scanter 009, elektro-optický systém TVT-100, systém elektronického boje Matilde, dva vrhače klamných cílů Saab Systems Philax a trupový sonar Thomson-CSF TSM 2022. Hlavňovou výzbroj tvoří jeden příďový 40mm kanón Bofors a dva 7,62mm kulomety. K napadání ponorek plavidla nesou čtyři devítihlavňové salvové vrhače hlubinných pum Saab ELMA s dosahem 350 metrů. K obraně proti vzdušnému napadení slouží osm přenosných protiletadlových raketových kompletů RBS-70. K vyhledávání a likvidaci min slouží dálkově ovládané podmořské prostředky Sea Owl, tři dálkově ovládané hladinové prostředky SAM a dále akustické, magnetické a mechanické traly. Vybaveny byly rovněž dekompresní komorou pro potápěče. Pohonný systém tvoří čtyři diesely Saab-Scania DSI-14 o výkonu 1440 hp, pohánějící dva cykloidní pohony Voith-Schneider. Elektřinu dodávají tři generátory. Nejvyšší rychlost dosahuje 15 uzlů. Ekonomická rychlost je 12 uzlů. Dosah je 2000 námořních mil při rychlosti 12 uzlů.

### Modifikace
Roku 2003 byla dokončena úprava minolovek Kullen a Ven pro nasazení v mezinárodních misích. Modernizace se zaměřila na bojový řídící a pohonný systém.
Roku 2004 získala loděnice Kockums kontrakt na střednědobou modernizaci zbývajících pěti jednotek třídy Landsort. Práce proběhly v letech 2005–2009 a následně bylo oněch pět modernizovaných minolovek přejmenováno na třídu Koster. Modernizace zahrnovala nový bojový řídící systém Saab Systems 9LV200 Mk.2, integrovaný minolovný systém IMCMS-S (Integrated Mine Counter Measure System), navigační radar Bridgemaster, elektro-optický systém ARTE-726 a trupový sonar Atlas Elektronik HMS-12M. Instalovány byly rovněž dálkově ovládané podvodní prostředky pro vyhledávání a ničení min Saab Double Eagle Mk.3 a Atlas Elektronik Sea Fox. Novou hlavní výzbroj představuje nový 40mm/70 kanón Sea Trinity ve stealth tvarované věži.